# Peter de Groot
Peter Christiaan de Groot (Harderwijk, 9 mei 1980) is een Nederlandse politicus namens de VVD. Sinds 31 maart 2021 is hij lid van de Tweede Kamer der Staten-Generaal.

## Biografie

### Jeugd en loopbaan
De Groot groeide op in de Harderwijkse wijk Tweelingstad en zijn vader was eigenaar van een aannemersbedrijf. Hij studeerde Civiele techniek aan de Hogeschool Utrecht (BBE) en Technische bestuurskunde aan de Technische Universiteit Delft (MSc). Hij begon na zijn opleiding te werken bij Strukton Civiel, waar hij van 2014 tot zijn Kamerlidmaatschap werkzaam was als manager Strategie en Marketing.

### Politieke loopbaan
De Groot werd in 2009 een actief lid van VVD Harderwijk-Hierden en stond bij de gemeenteraadsverkiezingen 2010 op de zevende plaats op de Harderwijkse kandidatenlijst. Hij werd geen raadslid aangezien de VVD zes zetels behaalde. Bij de volgende verkiezingen in 2014 werd De Groot verkozen tot de gemeenteraad als derde kandidaat van de VVD. Hij was vice-fractievoorzitter en volgde in juni 2017 Bert van Bijsteren op als fractievoorzitter in de raad. De Groot werd in 2018 herkozen als nummer twee op de kandidatenlijst en hij bleef aan als fractievoorzitter.
Hij was de 24e kandidaat van de VVD bij de Tweede Kamerverkiezingen 2021 en ontving 1093 voorkeurstemmen. Op 31 maart 2021 werd De Groot namens de VVD beëdigd als lid van de Tweede Kamer der Staten-Generaal. In zijn portefeuille kreeg hij Weginfrastructuur, Milieu, Bodem, Fietsbeleid, KNMI, Autoriteit Nucleaire Veiligheid en Planbureau leefomgeving. Ook is De Groot lid van de vaste commissies voor Binnenlandse Zaken, voor Infrastructuur en Waterstaat, voor Landbouw, Natuur en Voedselkwaliteit en voor de Rijksuitgaven. Zijn portefeuille wijzigde in wonen en bouwen toen het kabinet-Rutte IV in januari 2022 werd geïnstalleerd. Een motie van De Groot werd aangenomen om het makkelijker te maken vakantieparken met weinig toeristen te veranderen in woonwijken om een woningtekort aan te pakken. Toen minister voor Volkshuisvesting en Ruimtelijke Ordening Hugo de Jonge begin 2023 een wet aankondigde die de minister de mogelijkheid zou geven om gemeenten te dwingen 30% van de nieuwe woningen sociale huur te maken, uitte De Groot kritiek. Volgens hem werden in steden als Amsterdam al te veel sociale huurwoningen gebouwd en waren er juist meer woningen nodig voor middeninkomens. De Groot noemde de plannen absurd en zei dat De Jonge "de achterstandswijken van de toekomst over heel Nederland [wil] uitrollen". Hij nam zijn woorden een week later terug, nadat deze spanningen binnen de coalitie hadden veroorzaakt.

### Privé
De Groot is getrouwd en heeft twee kinderen.